# Yunnan Tin
Yunnan Tin Groupe est une société chinoise fondée en 1883 et spécialisée dans la production de l'étain.

## Histoire
La société a été créée en 1883 par le Gouvernement de la Dynastie des Qing comme le Gejiu
Plus grand producteur et exportateur d'étain en Chine et dans le monde, le groupe est basée à Kunming, Yunnan. Il possède deux filiales, Yunnan Tin, Société à responsabilité Limitée et Sino-Platinum Métaux, Société à responsabilité Limitée. Il est coté à la Bourse de Shenzhen depuis 2000. C'est la seule société par actions chinoise de l'industrie de l'étain.
Devenu leader mondial en 2005, Yunnan Tin décroche en 2010, pour la sixième année consécutive la première place du classement des premières entreprises productrices d'étain, établi par l’International Tin Research Institute (Itri).